# Tiếng Đức Pennsylvania
Tiếng Đức Pennsylvania (Deitsch Pennsylvania hay Pennsylvania Deitsch hoặc Pennsilfaanisch Deitsch) là một biến thể của tiếng Đức Trung Tây có thể có hơn 250.000 người sử dụng ở Bắc Mỹ . Trong quá khứ đây đã là ngôn ngữ của rất niều các hậu duệ của những người nhập cư cuối thế kỷ 17 và đầu thế kỷ 18 đến các tiểu bang Hoa Kỳ như Pennsylvania, Maryland, Virginia và Bắc Carolina thậm chí từ miền nam nước Đức, miền đông nước Pháp và Thụy Sĩ. Mặc dù đối với nhiều người, thuật ngữ tiếng Hà Lan Pennsylvania thường được thực chỉ được dùng để chỉ tiếng Order Amish cổ và các nhóm liên quan, thuật ngữ này không nên bao hàm sự liên quan với bất cứ nhóm tôn giáo cụ thể. Những người Amish và Mennonites ban đầu chỉ chiếm một tỷ lệ nhỏ của dân số Đức tại Pennsylvania. .
Trong bối cảnh này, chữ "Hà Lan" không dùng để chỉ người Hà Lan hay tiếng Hà Lan. "Hà Lan" trong trường hợp này có thể còn sót lại từ một cảm giác cổ xưa của từ tiếng Anh "Netherlands" (so sánh với Đức Deutsch, Hà Lan Duits), đã từng một lần được dùng để đề cập tất cả những người nói một thứ tiếng Tây Đức lúc địa ngoại vi ở đại lục châu Âu.